# Sphingonotus barrizensis
Sphingonotus barrizensis är en insektsart som beskrevs av Marius Descamps 1967. Sphingonotus barrizensis ingår i släktet Sphingonotus och familjen gräshoppor. Inga underarter finns listade i Catalogue of Life.